# San Andrés Tlalamac
San Andrés Tlalamac är en ort i Mexiko, tillhörande kommunen Atlautla i delstaten Mexiko, i den centrala delen av landet. Orten hade 3 497 invånare vid folkräkningen 2010, och är kommunens fjärde största samhälle.